# Temporada 1977-78 de los Milwaukee Bucks
La temporada 1977-78 fue la décima de los Milwaukee Bucks en la NBA. La temporada regular acabó con 44 victorias y 38 derrotas, ocupando el sexto puesto de la Conferencia Oeste, clasificándose para los playoffs, en los que cayeron en semifinales de la conferencia Oeste ante los Denver Nuggets.

## Elecciones en elDraft
| Ronda | Puesto | Jugador         | Posición | Nacionalidad             | Universidad |
| ----- | ------ | --------------- | -------- | ------------------------ | ----------- |
| 1     | 1      | Kent Benson     | Pívot    | Estados Unidos           | Indiana     |
| 1     | 3      | Marques Johnson | Alero    | Estados Unidos           | UCLA        |
| 1     | 11     | Ernie Grunfeld  | Escolta  | Rumania · Estados Unidos | Tennessee   |
| 4     | 69     | Lewis Brown     | Pívot    | Estados Unidos           | UNLV        |

## Temporada regular
| División Medio Oeste | División Medio Oeste | División Medio Oeste | División Medio Oeste | División Medio Oeste | División Medio Oeste | División Medio Oeste | División Medio Oeste | División Medio Oeste |
| Equipo               | G                    | P                    | %                    | PD                   | Casa                 | Fuera                | Div                  |                      |
| -------------------- | -------------------- | -------------------- | -------------------- | -------------------- | -------------------- | -------------------- | -------------------- | -------------------- |
| y-Denver Nuggets     | 48                   | 34                   | .585                 | –                    | 33–8                 | 15–26                | 11–9                 |                      |
| x-Milwaukee Bucks    | 44                   | 38                   | .537                 | 4                    | 28–13                | 16–25                | 14–6                 |                      |
| Chicago Bulls        | 40                   | 42                   | .488                 | 8                    | 29–12                | 11–30                | 8–12                 |                      |
| Detroit Pistons      | 38                   | 44                   | .463                 | 10                   | 24–17                | 14–27                | 8–12                 |                      |
| Indiana Pacers       | 31                   | 51                   | .378                 | 17                   | 21–20                | 10–31                | 8–12                 |                      |
| Kansas City Kings    | 31                   | 51                   | .378                 | 17                   | 22–19                | 9–32                 | 11–9                 |                      |

## Playoffs

### Primera ronda
Phoenix Suns vs. Milwaukee Bucks 
| Fecha       | Partido                               | Ciudad    |
| ----------- | ------------------------------------- | --------- |
| 11 de abril | Phoenix Suns 103, Milwaukee Bucks 111 | Phoenix   |
| 14 de abril | Milwaukee Bucks 94, Phoenix Suns 90   | Milwaukee |
|             | Milwaukee Bucks gana las series 2-0   |           |

### Semifinales de Conferencia
Denver Nuggets vs. Milwaukee Bucks 
| Fecha       | Partido                                 | Ciudad    |
| ----------- | --------------------------------------- | --------- |
| 18 de abril | Denver Nuggets 119, Milwaukee Bucks 103 | Denver    |
| 21 de abril | Denver Nuggets 127, Milwaukee Bucks 111 | Denver    |
| 23 de abril | Milwaukee Bucks 143, Denver Nuggets 112 | Milwaukee |
| 25 de abril | Milwaukee Bucks 104, Denver Nuggets 118 | Milwaukee |
| 28 de abril | Denver Nuggets 112, Milwaukee Bucks 117 | Denver    |
| 30 de abril | Milwaukee Bucks 119, Denver Nuggets 91  | Milwaukee |
| 3 de mayo   | Denver Nuggets 116, Milwaukee Bucks 110 | Denver    |
|             | Denver Nuggets gana las series 4-3      |           |

## Estadísticas
| Rk | Jugador          | Edad | P  | PT | MP   | TC  | TCI  | %TC  | TL  | TLI | %TL   | RO  | RD  | RT   | AS  | RB  | TAP | BP  | FP  | PTS  |
| -- | ---------------- | ---- | -- | -- | ---- | --- | ---- | ---- | --- | --- | ----- | --- | --- | ---- | --- | --- | --- | --- | --- | ---- |
| 1  | Marques Johnson  | 21   | 80 |    | 34.6 | 7.9 | 15.1 | .522 | 3.8 | 5.1 | .736  | 3.7 | 6.9 | 10.6 | 2.4 | 1.2 | 1.3 | 2.2 | 2.8 | 19.5 |
| 2  | Brian Winters    | 25   | 80 |    | 34.4 | 8.4 | 18.2 | .463 | 3.1 | 3.7 | .840  | 1.1 | 2.0 | 3.1  | 4.9 | 1.6 | 0.3 | 3.0 | 3.0 | 19.9 |
| 3  | Dave Meyers      | 24   | 80 |    | 30.2 | 5.4 | 11.7 | .461 | 3.9 | 5.4 | .722  | 1.8 | 4.9 | 6.7  | 3.0 | 1.1 | 0.6 | 2.7 | 3.0 | 14.7 |
| 4  | John Gianelli    | 27   | 82 |    | 28.4 | 3.7 | 7.7  | .488 | 1.0 | 1.5 | .642  | 2.0 | 4.2 | 6.2  | 2.3 | 0.7 | 1.1 | 1.8 | 2.3 | 8.5  |
| 5  | Quinn Buckner    | 23   | 82 |    | 25.3 | 3.8 | 8.2  | .468 | 1.6 | 2.5 | .645  | 1.0 | 2.1 | 3.0  | 5.6 | 2.3 | 0.2 | 2.8 | 3.5 | 9.3  |
| 6  | Junior Bridgeman | 24   | 82 |    | 22.9 | 5.8 | 11.5 | .503 | 2.0 | 2.5 | .810  | 1.4 | 2.1 | 3.5  | 2.1 | 0.9 | 0.4 | 2.1 | 2.5 | 13.6 |
| 7  | Alex English     | 24   | 82 |    | 18.9 | 4.2 | 7.7  | .542 | 1.3 | 1.7 | .727  | 1.8 | 3.1 | 4.8  | 1.6 | 0.5 | 0.7 | 1.7 | 2.2 | 9.6  |
| 8  | Kent Benson      | 23   | 69 |    | 18.7 | 3.2 | 6.9  | .465 | 1.3 | 2.0 | .652  | 1.3 | 3.0 | 4.3  | 1.4 | 1.0 | 0.8 | 1.7 | 2.6 | 7.7  |
| 9  | Ernie Grunfeld   | 22   | 73 |    | 17.3 | 2.8 | 6.3  | .443 | 1.3 | 2.0 | .657  | 1.0 | 1.7 | 2.7  | 2.0 | 0.7 | 0.3 | 1.3 | 2.1 | 6.9  |
| 10 | Lloyd Walton     | 24   | 76 |    | 16.6 | 2.0 | 4.5  | .448 | 0.7 | 1.1 | .651  | 0.3 | 0.7 | 1.0  | 3.3 | 1.0 | 0.2 | 1.4 | 1.2 | 4.8  |
| 11 | Kevin Restani    | 26   | 8  |    | 10.5 | 1.6 | 3.5  | .464 | 0.0 | 0.3 | .000  | 0.5 | 1.3 | 1.8  | 1.1 | 0.0 | 0.1 | 0.3 | 0.5 | 3.3  |
| 12 | Jim Eakins       | 31   | 17 |    | 9.1  | 0.8 | 2.0  | .412 | 1.2 | 1.5 | .808  | 0.7 | 1.0 | 1.7  | 0.7 | 0.2 | 0.4 | 0.5 | 1.5 | 2.9  |
| 13 | Scott Lloyd      | 25   | 14 |    | 8.0  | 0.9 | 2.4  | .364 | 0.4 | 0.7 | .600  | 0.5 | 1.4 | 1.9  | 0.6 | 0.2 | 0.4 | 0.5 | 1.6 | 2.1  |
| 14 | Rich Laurel      | 23   | 10 |    | 5.7  | 1.0 | 3.1  | .323 | 0.4 | 0.4 | 1.000 | 0.6 | 0.4 | 1.0  | 0.3 | 0.3 | 0.1 | 0.4 | 1.0 | 2.4  |

## Galardones y récords
| Jugador         | Galardón                               |
| Marques Johnson | Mejor quinteto de rookies de la NBA    |
| Quinn Buckner   | 2.º Mejor quinteto defensivo de la NBA |
| Brian Winters   | All-Star                               |